# Gustaf Jakobsson
Gustaf Jakobsson, född 15 maj 1840 i By socken, Värmlands län, död 3 januari 1921, var en svensk präst. Han var son till soldaten Jakob Andersson och far till översten Ernst Jakobsson.
Jakobsson inledde sin karriär som indelt musiksoldat, så kallad "spel i nummer", vid Nordmarks kompani och Värmlands regemente. Han blev dock inte långvarig i det militära utan fick avsked i samband med generalmönstringen 1862.
Jakobsson blev student vid Uppsala universitet 1866, filosofie kandidat 1872, filosofie doktor samma år på avhandlingen Om Kants "Grundläggning till sedernas metafysik" och teologie kandidat 1876. Han var lärare vid Karlstads folkskollärarseminarium 1867–1868, blev docent i pastoralteologi vid Uppsala universitet 1876 samt var tillförordnad extra ordinarie professor i samma ämne 1876–1877 och 1878–1882. Han prästvigdes 1878, blev kyrkoherde i Foss församling, Göteborgs stift, 1881 och var domprost i Karlstad från 1883. Han blev teologie doktor 1893, var preses vid prästmötet samma år, inspektor för Karlstads folkskollärarseminarium från 1903 och kontraktsprost från 1905. Han utgav tal, predikningar och artiklar i teologi.